# Сандомирський замок
Сандомирський замок (пол. Zamek w Sandomierzu) — середньовічний замок у місті Сандомир на південному сході Польщі.

## Історія
Після розподілу польських земель між спадкоємцями князя Болеслава III Кривовустого у 1138 році Сандомир дістався Генріху Сандомирському та став столицею Сандомирського князівства. Після нього князівством правили Болеслав IV Кучерявий і Казимир II Справедливий, при яких відбулося будівництво першої княжої резиденції в Сандомирі. У 1259 році замок у Сандомирі кілька днів атакувала татарська орда, в результаті чого замок був спалений і довгий час лежав у руїнах. Сандомиру довелося пережити нашестя татар ще кілька разів, а в 1349 році велику шкоду місту нанесло вторгнення литовських військ.
Незабаром після цього король Казимир III Великий вирішує відродити замок у Сандомирі, який в поєднанні з протяжними міськими стінами став потужним оборонним пунктом Сандомирського князівства. Будівництво замку, міських стін і веж тривало кілька десятків років, і було завершено в кінці 14 століття, вже після смерті Казимира Великого. Восени 1395 року в замку король Владислав Ягайло уклав союзницький договір з поморськими князями Святобором III і Богуславом VIII. У 1478 році в Сандомирському замку народилася Барбара Ягеллонка, майбутня герцогиня Саксонії, дочка короля Казимира IV і Єлизавети Габсбург. В кінці 15 століття сандомирський староста Рафаїл Ярославський займався розширенням замкової території, в цей період в західній частині замку була побудована вежа, яку за форму її фундаменту прозвали «куряча лапка». Масштабні будівельні роботи, які затяглися майже на цілих 100 років, почалися в замку в 1513 році за велінням короля Сигізмунда I Старого.
Кілька років над розширенням замку працював архітектор Бенедикт Сандомирський. Бенедикт Сандомирський створив новий ансамбль замку у Сандомирі, замінивши застарілі готичні будівлі ренесансними будівлями з крилами, які утворили просторий внутрішній двір. У 1560-х роках в замку було збудовано західне крило, якому єдиному вдалося вціліти до наших днів. Пишний декор будівель і внутрішніх приміщень замку створювався аж до початку 17 століття, на одному з етапів обробки житлових крил в процесі брав участь італійський архітектор Санті Гуччі.
У жовтні 1655 року Сандомир був захоплений загоном шведів під керівництвом генерала Дугласа, якому дістався багатий трофей в покинутому польському замку і в найближчих церквах. Навесні 1656 року поляки почали наступ і успішно прорвалися за міські стіни, але замок, який перебував в руках шведського полковника Сінклера, довелося штурмувати багато днів. У квітні до польського війська прибуло підкріплення, через що шведський король Карл Густав вирішив здати замок. Шведи евакуювалися з Сандомира на човнах, але наостанок заклали порохову бомбу в підвалі з боєприпасами. Потужний вибух стався, коли в покинутий замок вже увійшли польські воїни і місцеві жителі, які сподівалися отримати якісь трофеї. Багато будов замку було зруйновано під час вибуху, а на наступний рік нові руйнування місту і замку принесло військо шведського союзника, трансільванського князя Дьордя II Ракоці.
Непридатний замок на багато років був покинутий, реконструкція західного крила почалася тільки в 1680-х роках за часів короля Яна III Собеського. На місці зруйнованого південного крила були побудовані стайні, кілька будівель було віддано для потреб місцевої влади, яка розмістила тут суд, казначейство, архів та інші відомства. У роки Барської конфедерації в замку розмістилися російські війська, що принесло старовинним будовам нові руйнування. Після третього поділу Польщі Сандомир перейшов у власність Австрії, а замок стали використовувати як будівлю суду і в'язницю. Багато внутрішніх приміщень в цей період були переплановані і розділені перегородками. В кінці 19 століття на території замку було збудовано новий тюремний корпус, який через його вигнуту форму стали називати «рогалик». Тюремний етап в історії замку завершився тільки в 1959 році, коли старовинну будівлю закрили на реконструкцію з подальшим розміщенням в ній музейних експозицій в 1987 році.